# Skutberget

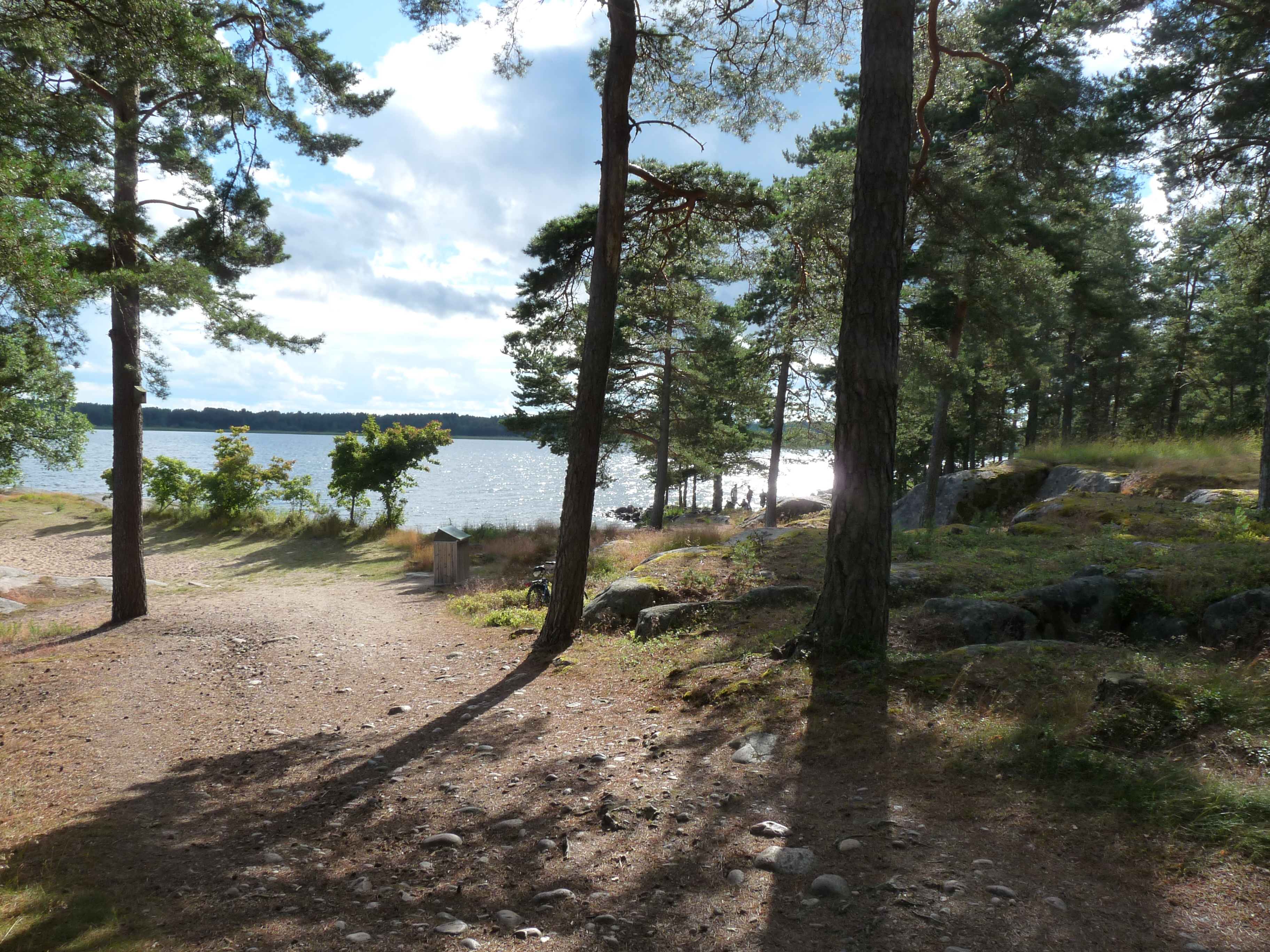
Skutberget

Skutberget är ett frilufts- och närrekreationsområde vid Vänern i Karlstads kommun. Området består av gles tallskog och klipphällar med badstrand i söder, medan camping och fotbollsplaner upptar delar av tidigare jordbruksmark i norr.

## Historik
Vid början av 1900-talet tillhörde markerna gården Eriksberg strax nordost om Skutberget. Ägarna upplät vid 1930-talets början arrenden för sommarstugetomter på höjderna närmast Vänern. 1944 såldes Eriksberg och dess marker till den växande staden. 
I slutet av 1940-talet etablerade sig dåvarande Skid- och Friluftsfrämjandet på Skutberget och genom kommunala och frivilliga insatser, med brandmannen och orienteraren Anders Forsell som drivande kraft, utvecklades området successivt till det friluftsområde det är idag. En bastu restes 1948 och efter att vägar, el, vatten och avlopp dragits fram kunde Skutbergsgården invigas 1955 enligt stadsarkitekten Olle Lagergren och Nils Åkermans ritningar. Tanken var att skapa ett reservat för alla stadsbor som saknade sommar-stugor eller en egen badstrand. På den tidigare jordbruksmarken anlades även en camping. 
Kring 1960 uppgick antalet sommarstugor på området till 30-talet, belägna inom friluftsområdet i söder samt vid platsen för gården Fintan. Vid 
de gamla gårdstomterna i områdets nordvästra del fanns vid den tiden tre gårdar med namnet Fintatorp. Vid 1970-talet början uppfördes motionscentralen med dusch- och omklädningsrum och träningslokaler. Anläggningen var för sin tid unik och en del i att göra Karlstad till Sveriges friskaste kommum och lockade studiebesök från hela övriga Sverige.
Golfbanan tillkom omkring 1990, men lades ned dryg 10 år senare.
2005 såldes campingen av kommunen till First Camp och den tillhörande marken uppläts på ett 60-årigt arrendeavtal, som också åtog sig drift och skötsel mot ett driftsbidrag för friluftsdelarna, vilka dock kvarstod under kommunalt huvudansvar. Efter att avtalet om skötsel sagts upp 2016 stängde kommunen motionscentralen. På platsen finns planer att uppföra en nöjespark med Mumin-tema.

## Bilder

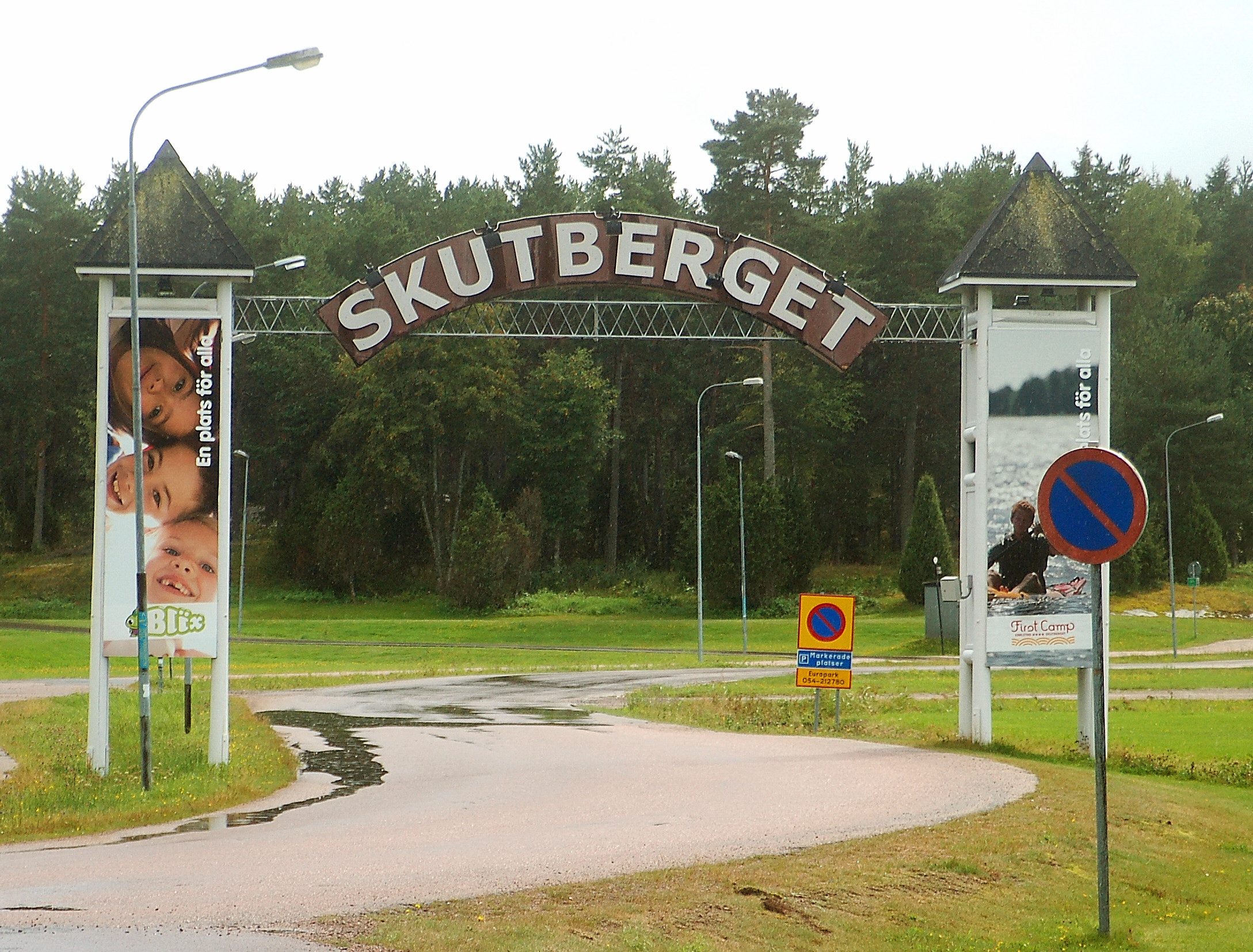
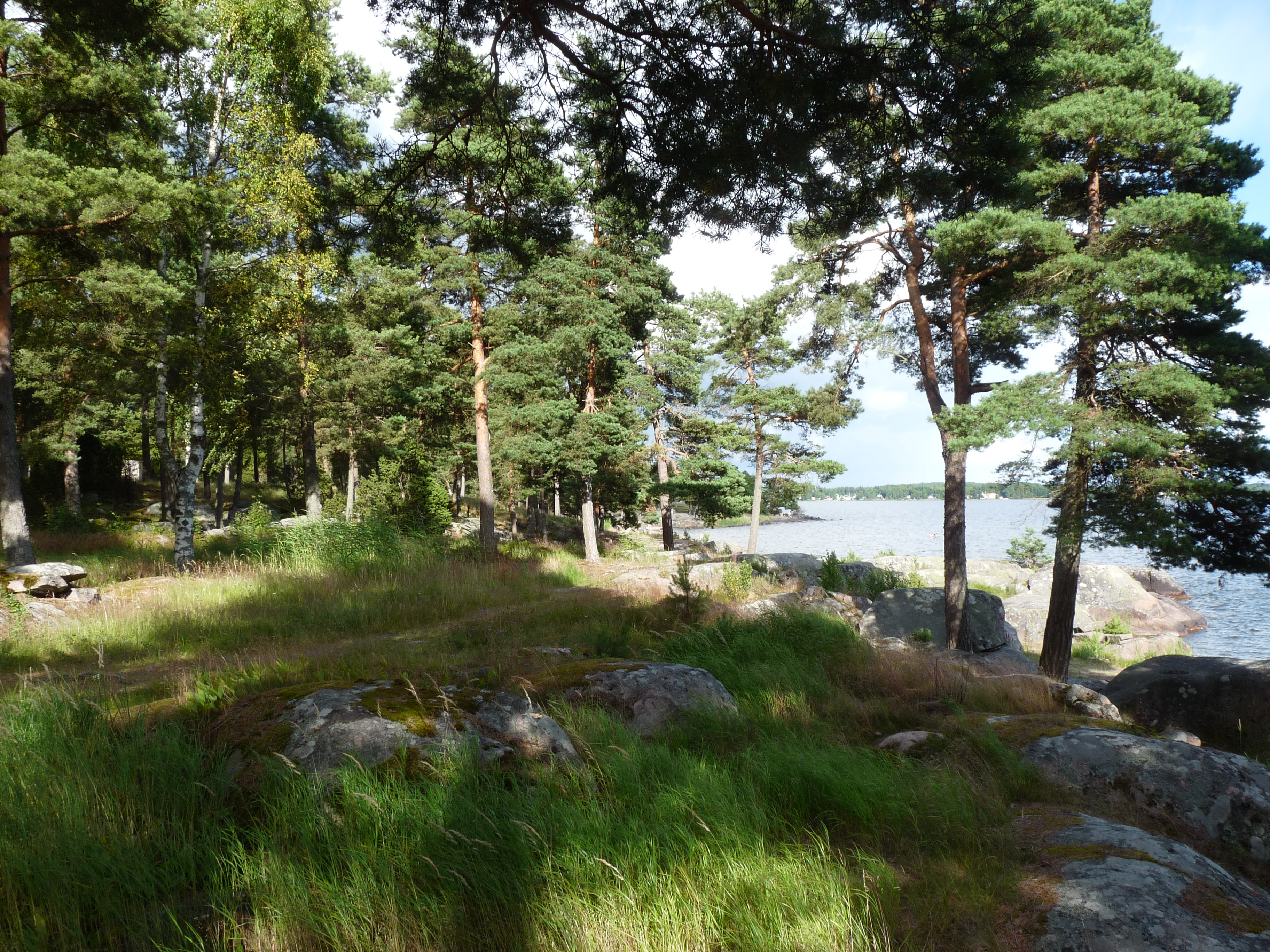
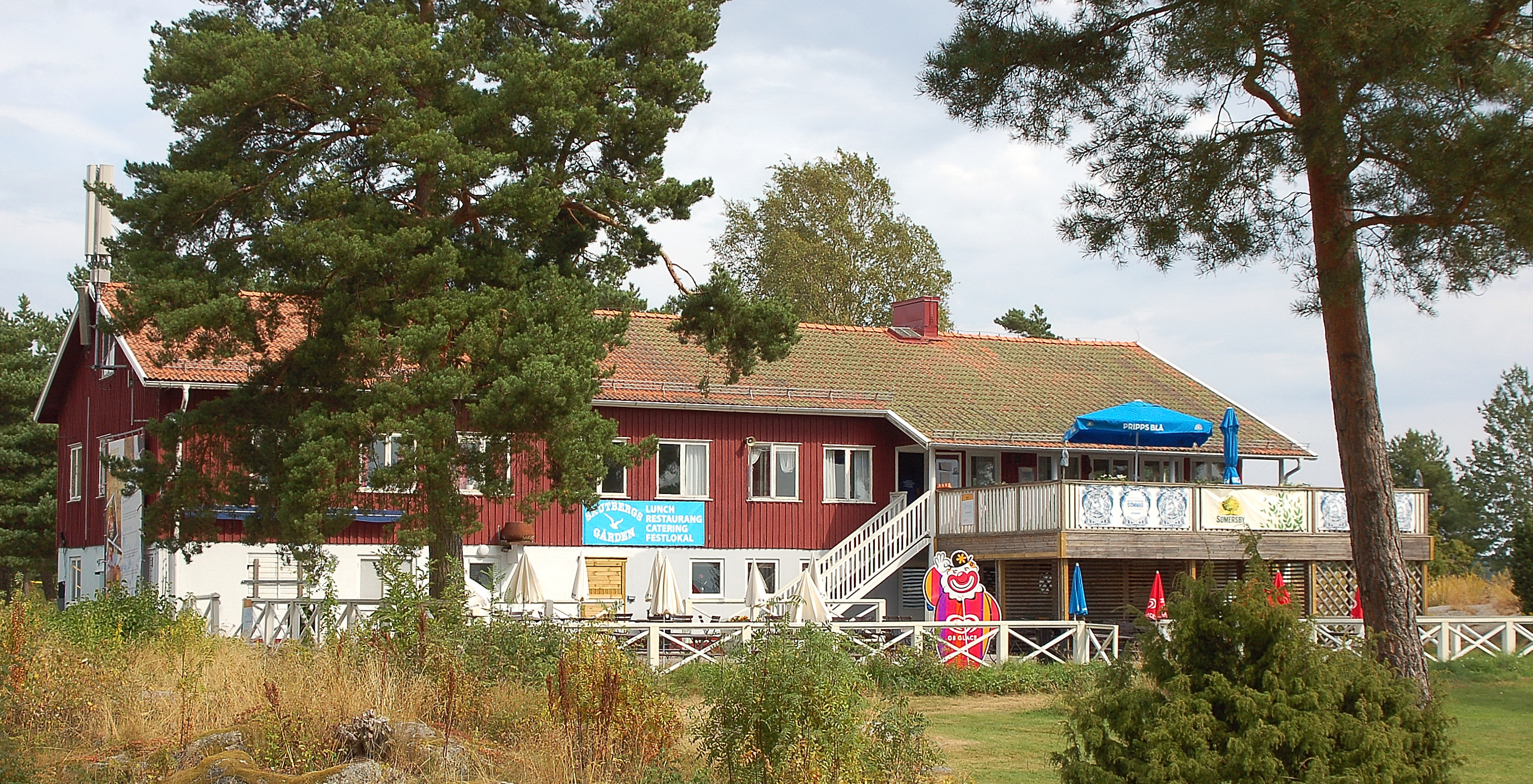
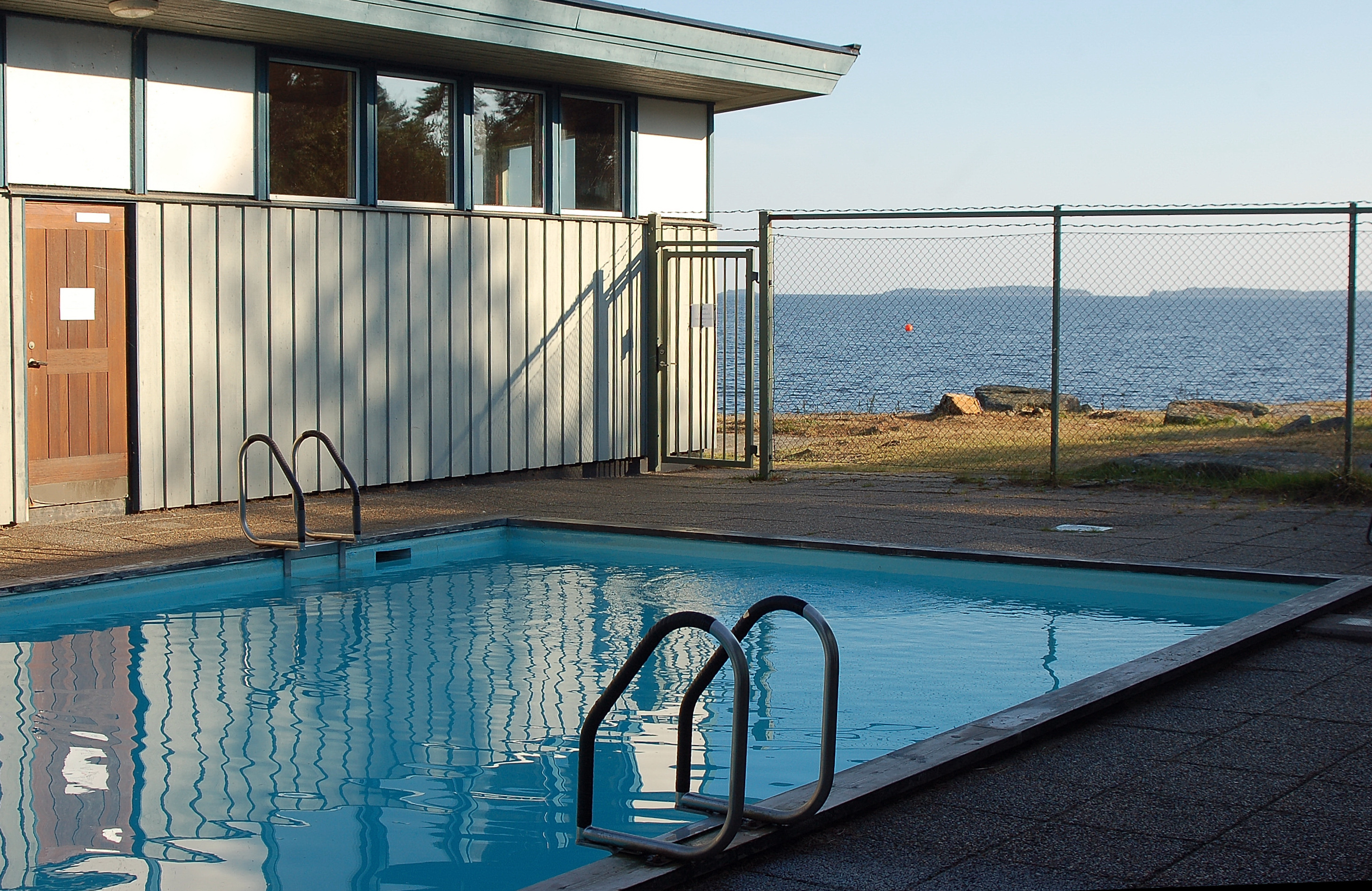
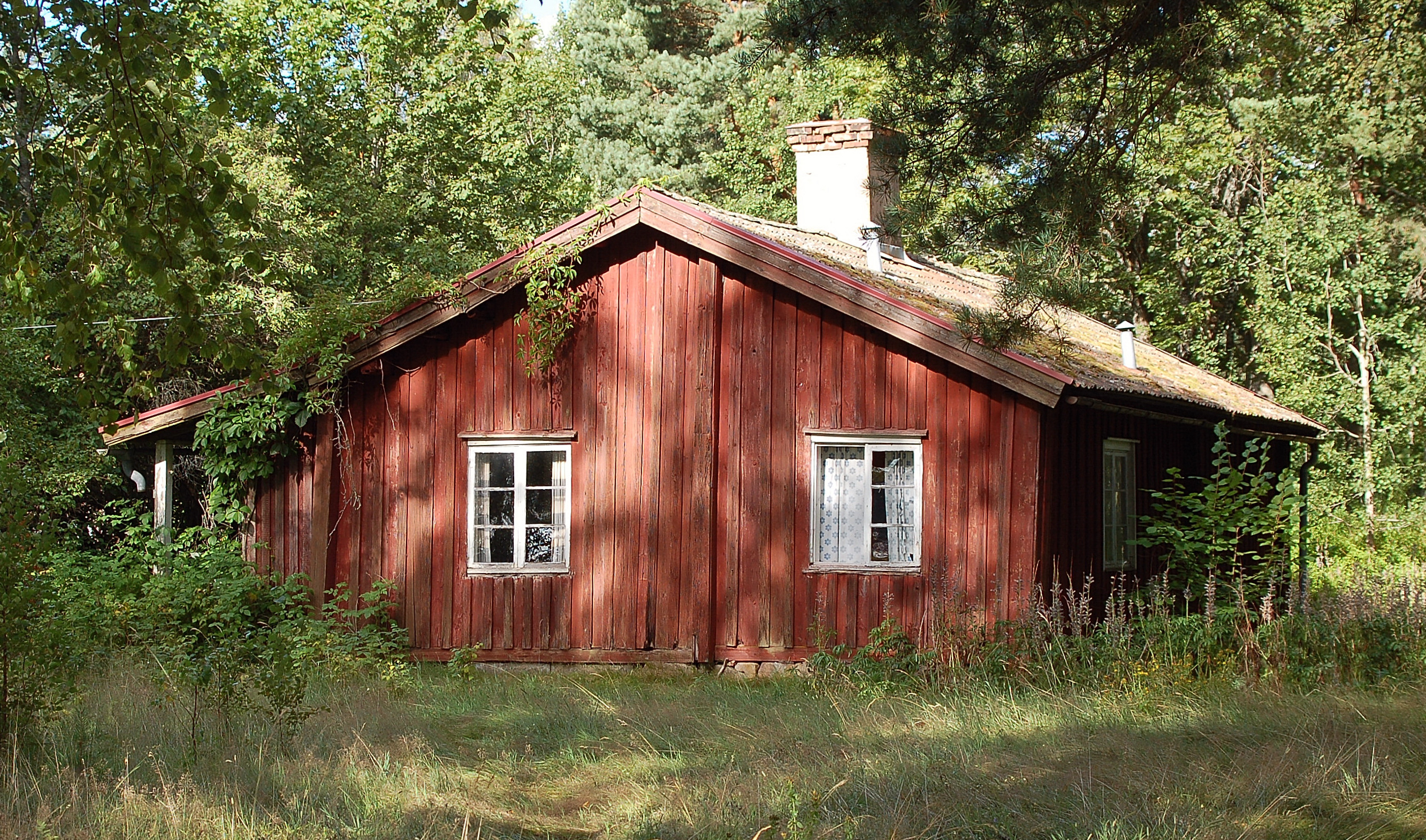